# Olympische Sommerspiele 2008/Teilnehmer (Nauru)
| Gelbes Symbol für Goldmedaillen mit stilisierten Olympischen Ringen | Graues Symbol für Silbermedaillen mit stilisierten Olympischen Ringen | Braundes Symbol für Bronzemedaillen mit stilisierten Olympischen Ringen |
| ------------------------------------------------------------------- | --------------------------------------------------------------------- | ----------------------------------------------------------------------- |
| —                                                                   | —                                                                     | —                                                                       |

Nauru nahm bei den Olympischen Spielen 2008 in Peking zum vierten Mal an Olympischen Sommerspielen teil und wurde durch einen Athleten vertreten.

## Teilnehmer nach Sportart

### Gewichtheben
- Itte Detenamo
Herren, Klasse über 105 kg: 10. Platz